# Гладких В'ячеслав Володимирович
В'ячеслав Володимирович Гладких (рос. Вячеслав Владимирович Гладких; 24 серпня 1975, Каратау, Казахстан — 18 серпня 2020, поблизу м. Дайр-ез-Заур, Сирія) — російський воєначальник, генерал-майор ЗС РФ, учасник окупації Криму та російської військової інтервенції в Сирію.

## Біографія
Закінчив Порошинську середню загальноосвітню школу (поштове відділення Порошине, селище Єланський Камишловського району Свердловської області) в 1992 році (навчався в ній з 1990 року), Челябінське вище танкове командне училище, військову академію у Москві (з відзнакою).
Проходив службу у складі Московського, Західного, Центрального та Східного військових округів.
У 2004-2012 роках проходив службу у складі 467-го окружного навчального центру підготовки молодших спеціалістів (танкових військ) (військова частина №30616; місто Ковров-8 Владимирської області), на посаді начальника штабу 419-го навчального мотострілецького полку (місто Ковров-6) та командира 53-ї мотострілецької дивізії (місто Ковров).
Пізніше обіймав посаду начальника військового гарнізону міста Чебаркуль Челябінської області, начальника штабу, командира 7-ї окремої танкової бригади (Чебаркуль), потім командира 21-ї окремої мотострілецької бригади. Остання посада — начальник штабу — перший заступник командувача 36-ї загальновійськової армії (військова частина №05776; місто Улан-Уде Республіки Бурятія) Східного військового округу. Неодноразово брав участь у навчаннях, а також у "Танковому біатлоні".
Учасник військової операції у Сирії. Виконував функції старшого військового радника ЗС РФ при ЗС Сирії.
18 серпня 2020 року при поверненні російської автоколони після проведення гуманітарної акції за 15 км від міста Дейр-ез-Зор (Дайр-ез-Заур) на узбіччі по ходу руху автомобілів відбулося спрацювання саморобного вибухового пристрою. Внаслідок підриву Гладких зазнав смертельних поранень і помер під час евакуації та надання йому медичної допомоги. Ще двоє військовослужбовців зазнали поранень, один з них згодом помер.
Похований на Федеральному військовому меморіальному цвинтарі (Митищинський район Московської області). Похорон відбувся 24 серпня 2020 року.

## Нагороди
Отримав чисельні нагороди, серед яких:
- Медаль ордена «За заслуги перед Вітчизною» II ступеня;
- Медаль «За повернення Криму»;
- Медаль «У пам'ять 850-річчя Москви»;
- Медаль «200 років Міністерству оборони»;
- Медаль «За відзнаку у військовій службі» I ступеня;